# Trachyarus subtilipiceus
Trachyarus subtilipiceus är en stekelart som beskrevs av Gokhman 2007. Trachyarus subtilipiceus ingår i släktet Trachyarus och familjen brokparasitsteklar. Inga underarter finns listade i Catalogue of Life.